# Альфред Ріттманн
Альфред Ріттманн (23 березня 1893 — 19 вересня 1980) був провідним вулканологом. Його обирали президентом Міжнародної асоціації вулканології на три терміни (1954—1963).

## Життєпис
Ріттманн був сином стоматолога в Базелі, Швейцарія. Він вивчав музику та природничі науки в Базельському університеті, а пізніше перейшов до Женевського університету. Там він здобув докторський ступінь (1922) за роботу над ультраосновними породами Уральських гір.
Ріттманн покинув Женеву, щоб навчатися в Альфреда Лакруа в Парижі, Фрідріха Йоганна Карла Бекке у Відні, Ернста Антона Вюльфінга та Віктора Мордехая Гольдшмідта в Гейдельберзі. У 1926 році багатий банкір Іммануїл Фрідлендер заснував Інститут вулканології в Неаполі, і Ріттманн став провідним вченим інституту. Його робота була зосереджена на Везувії та острові Іскія. Це сприяло появі його першої великої праці: «Еволюція та диференціація магм Сомма-Везув» (Ріттманн, 1933).
Він зробив правильний висновок, що в вулканізмі орогенних підняттів (магматичні породи кальцієвої серії) відсутні лужні базальти (магматичні породи натрієвої серії). На щорічних зборах Німецького геологічного товариства в січні 1939 року він мав рацію, заперечуючи ідею про те, що Серединно-Атлантичний хребет був орогенним підняттям шляхом стиснення, і його протидія ігноруванню теорії дрейфу континентів викликала сумніви. Робота «Про стан Землі та її розпад з однорідного ядра» (Кун та Ріттманн, 1941) захищала відсутність залізо-нікелевого ядра Землі. Його робота «Орогенічне та вулканізм» (Ріттманн, 1951) у співпраці з В. Куном продемонструвала, що кристалічна мантія здатна повзти під впливом тиску та температури. Його книга «Vulkane und ihre Tätigkeit» була перекладена п'ятьма мовами (2-е видання) і стала стандартною працею з вулканізму.
Він отримав медаль Густава Штайнмана (1965) та звання почесного доктора Бернського університету (1959). Антарктичний вулкан Ріттманн та мінерал ріттманіт (IMA 1987—048, 08.DH.15) назвали на його честь.
Його дочка Лоредана Ріттманн також є вулканологом.